# Rezerwat przyrody Wierchomla
Rezerwat przyrody Wierchomla – leśny rezerwat przyrody w gminie Piwniczna-Zdrój, powiat nowosądecki (województwo małopolskie). Położony jest na obszarze Popradzkiego Parku Krajobrazowego, na stoku Pustej Wielkiej w Beskidzie Sądeckim. Znajduje się na gruntach Skarbu Państwa w zarządzie Nadleśnictwa Piwniczna (leśnictwo Zubrzyk).
Został powołany zarządzeniem Ministra Leśnictwa i Przemysłu Drzewnego z dnia 22 kwietnia 1983 roku na powierzchni 25,37 ha.
Ochronie podlega naturalny las bukowo-jodłowy, w którym znajdują się wychodnie skalne gruboławicowych piaskowców i zlepieńców. Powierzchnię rezerwatu porasta buczyna karpacka w dwóch wariantach – żyznym i ubogim. Główną część drzewostanu stanowi buk z niewielką domieszką jodły. Egzemplarze jodły są stare i okazałe, część z nich stoi martwa stanowiąc miejsce gniazdowania dziuplaków. Znaczną część rezerwatu, ok. 40% porasta młody drzewostan w wieku 15–40 lat.
Według obowiązującego planu ochrony ustanowionego w 2017 roku, obszar rezerwatu objęty jest ochroną ścisłą.